# Conchita Wurst
Thomas Neuwirth, művésznevén Conchita Wurst (Gmunden, 1988. november 6.) osztrák drag queen énekes, aki gender-nonkonform megjelenésével vált közismertté. Ő képviselte Ausztriát a 2014-es Eurovíziós Dalfesztiválon, a dán fővárosban, Koppenhágában, ahol versenydalával, a Rise Like a Phoenix-szel megnyerte a dalfesztivált.

## Zenei karrier

### 2006–07:Starmaniaés a Jetzt Anders!
2006-ban Thomas Neuwirth részt vett egy osztrák televíziós tehetségkutatóban, a Starmania-ban, ahol a 2. helyen végzett. Egy évvel később egy fiúbanda, a Jetzt Anders! tagja lett, de ez hamar feloszlott. Az együttes egyik tagja volt a magyar származású Johnny K. Palmer is, akivel egy ideig együtt is laktak a közös munka megkönnyítése érdekében.

### 2011–12:Die Große Chanceés a2012-es Österreich rockt den Songcontest
Conchita Wurst néven 2011-től kezdett szerepelni. A Conchita becézett alakja a Concepción spanyol női névnek, eredeti jelentése magyarul: fogantatás, és Szűz Mária egyik mellékneve, amit kubai barátnője adott neki és az osztrák ist mir Wurst (magyarul: tökmindegy) kifejezésből jött a Wurst, bár a szó magyarra fordítva kolbászt jelent. Az énekes azt nyilatkozta, hogy azért választotta végül ezt a nevet, mert szerinte mindegy, hogy valaki honnét jön és hogyan néz ki.
Conchita Wurstként legelőször 2011-ben az osztrák televízió, az ORF Die Große Chance című tehetségkutató műsorában mutatkozott be. 2012-ben a That's What I Am című dalával elindult a 2012-es Eurovíziós Dalfesztivál osztrák nemzeti döntőjén, az Österreich rockt den Songcontesten, ahol a második helyet szerezte meg.

### 2013–napjainkig

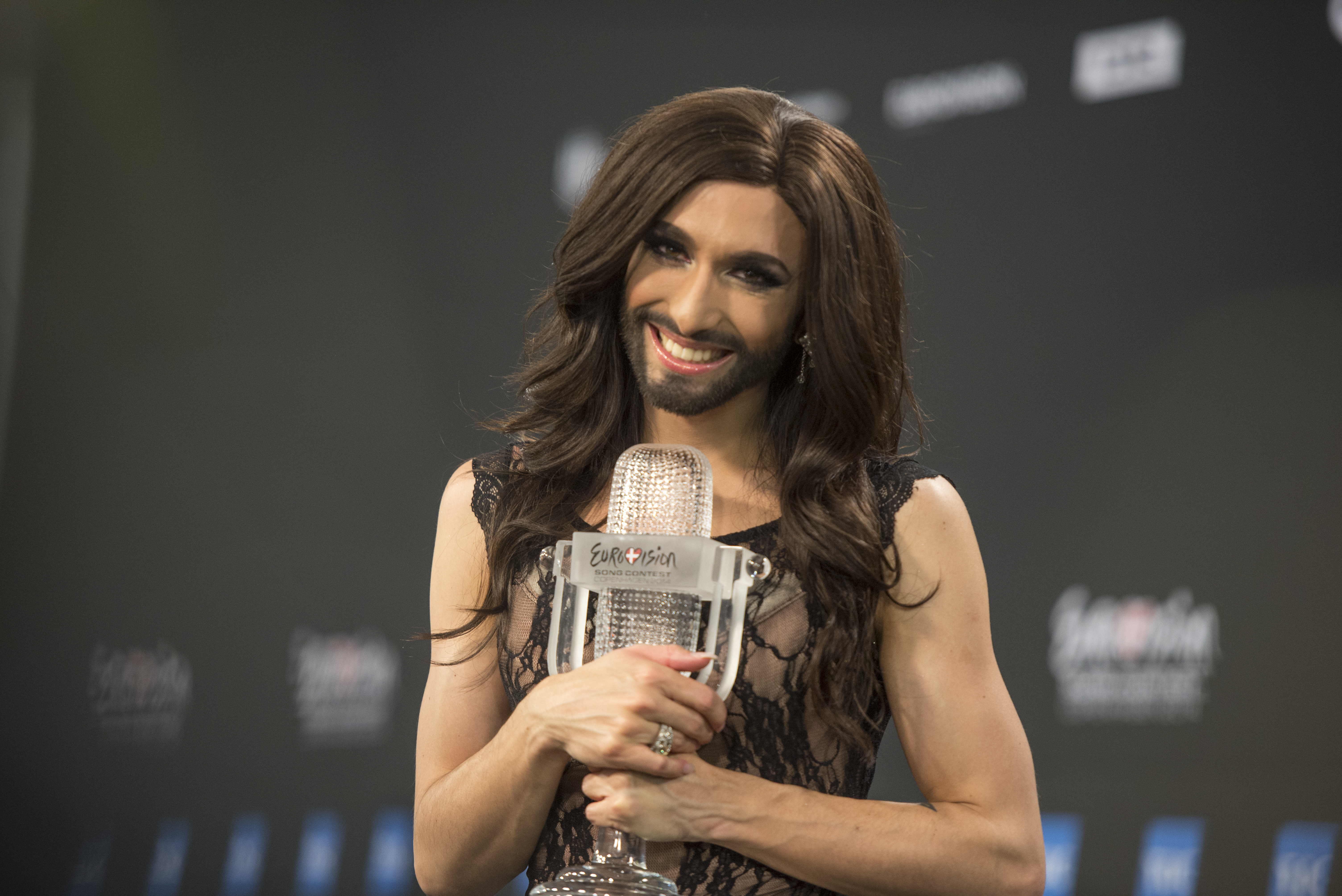
Conchita Wurst a győztes sajtótájékoztatóján, 2014. május 11-én

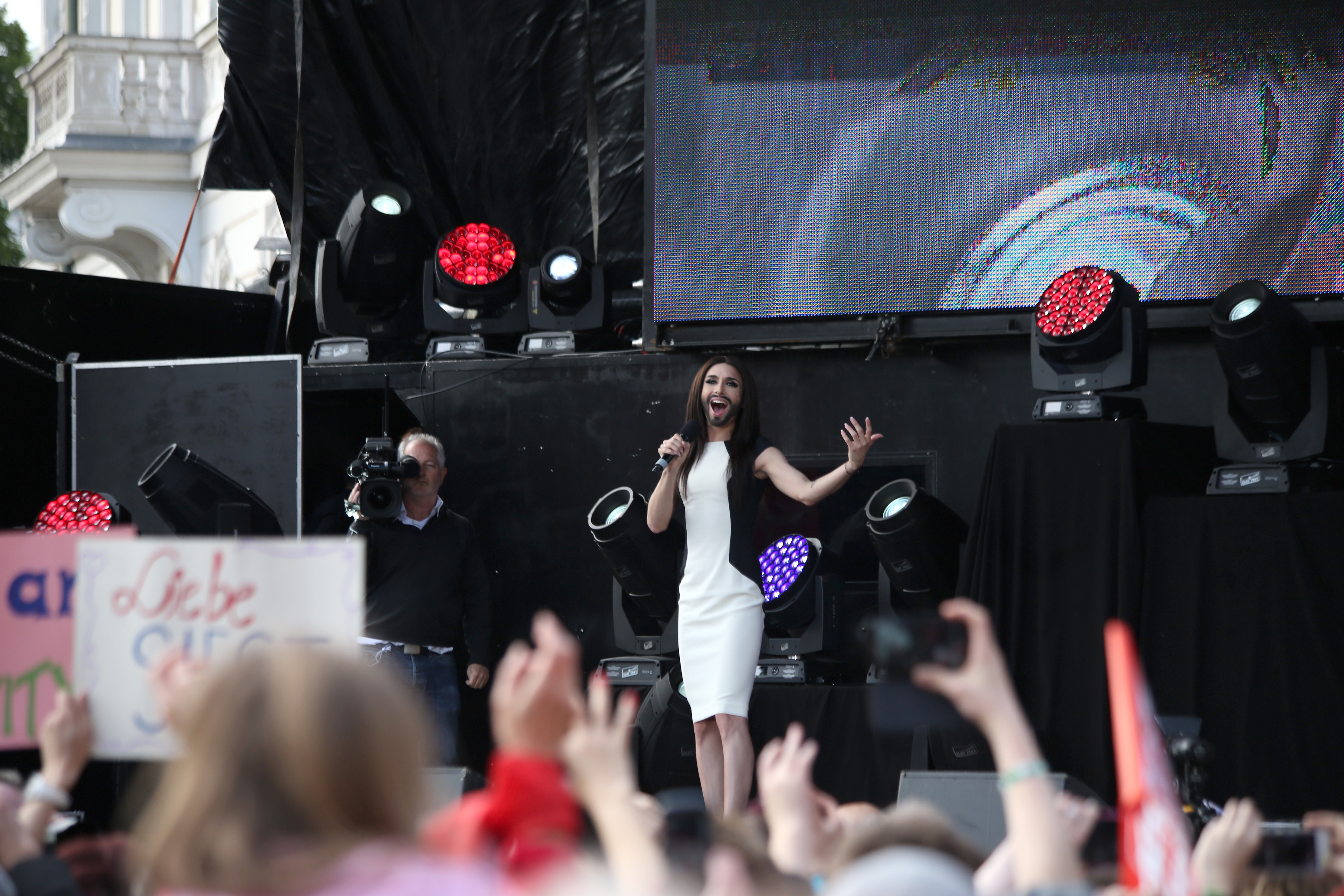
Conchita Wurst bécsi koncertjén 2014. május 18-án

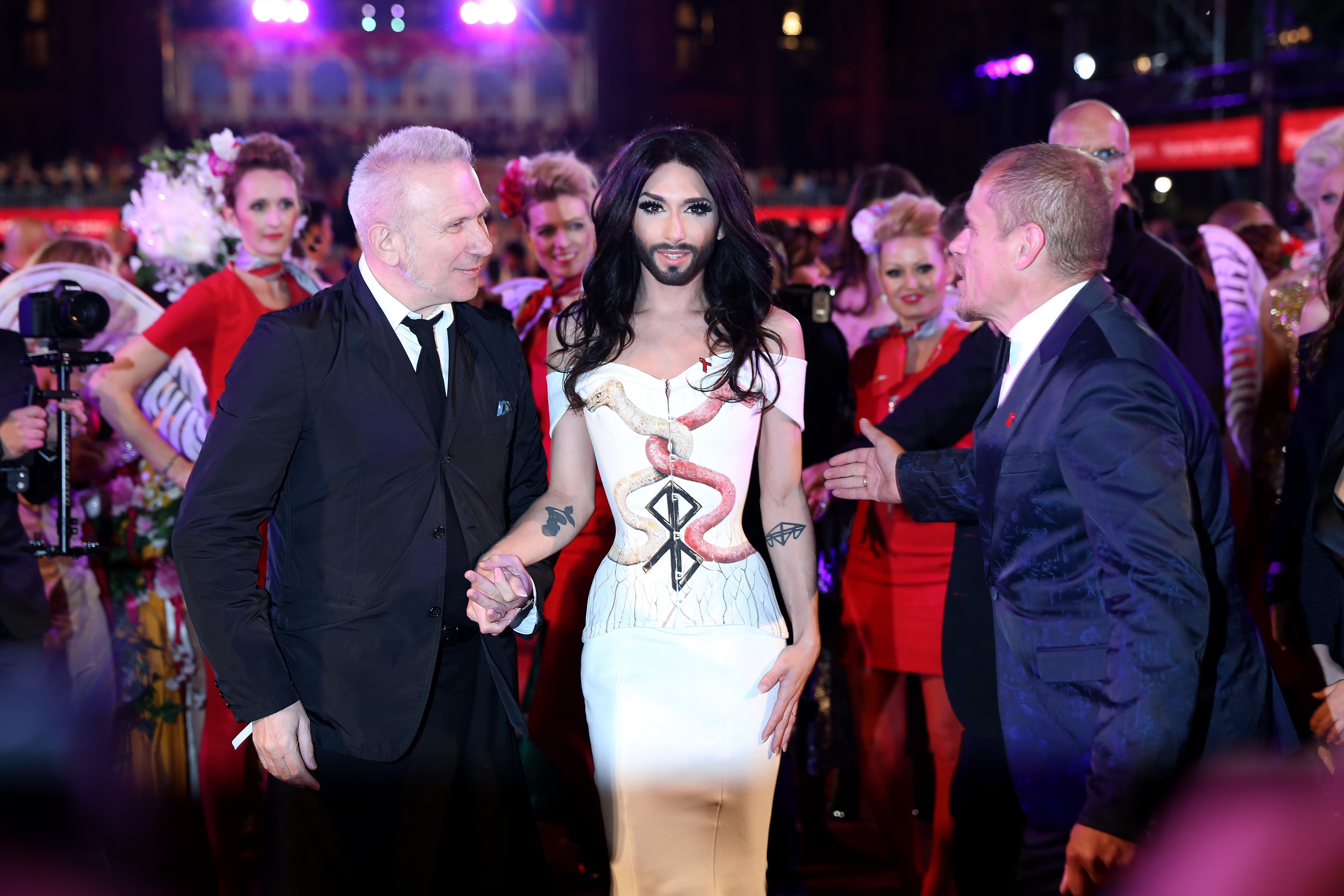
Conchita Wurst 2014. május 31-én a világ egyik legnagyobb jótékonysági rendezvényén a Life Ballon

2013. szeptember 10-én bejelentették, hogy ő fogja képviseli Ausztriát a 2014-es Eurovíziós Dalfesztiválon, Koppenhágában. A szereplésre az osztrák műsorsugárzó, az ORF kérte fel. Versenydala a Magyar Rádió 22-es stúdiójában, a Budapest Art Orchestra közreműködésével készült el. A Rise Like a Phoenixet március 18-án mutatták be. Élőben először március 22-én a Dancing Stars című műsorban adta elő.
2014. május 8-án, a dalfesztivál második elődöntőjében hatodikként lépett fel, ahol 169 ponttal első helyen jutott tovább a döntőbe.

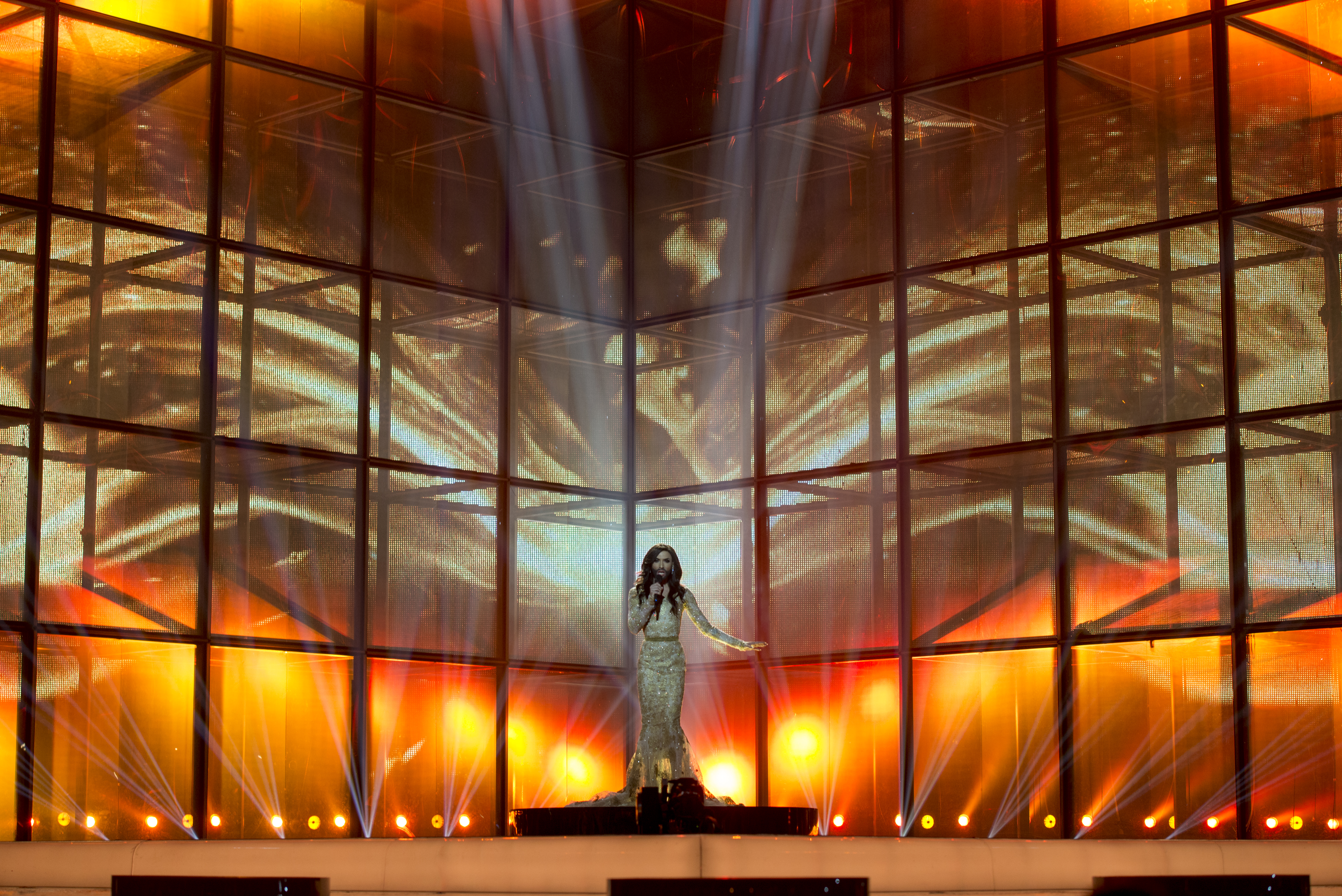

A 2014. május 10-én rendezett döntőben tizenegyedikként állt a színpadra, a görög Freaky Fortune és RiskyKidd után, a német Elaiza együttes előtt. A szavazás során 290 pontot gyűjtött össze, tizenhárom országtól a maximális tizenkettőt begyűjtve. A magyar szakmai zsűri és szavazó közönség tíz ponttal jutalmazta a dalfesztivál döntőjében. A verseny történetében a negyedik legmagasabb pontszámmal tudott győzni. Győzelme után az osztrák köztársasági elnök, Heinz Fischer közleményben, valamint több világsztár, mint például Elton John, Lady Gaga vagy éppen Cher pedig a közösségi portálokon gratulált neki. Hazaérkezésekor a bécsi repülőtéren többezres tömeg fogadta a győztest.
2014. május 18-án egy szabadtéri koncertet szerveztek a tiszteletére, Bécs belvárosában, a Ballhausplatzon. A koncertet több mint tizenkétezer néző látta a helyszínen, valamint az osztrák közmédia ORF 2 csatornája élőben közvetítette az eseményt.
2014. december 19-én bejelentették, hogy Conchita Wurst lesz az úgynevezett Green Room műsorvezetője a 2015-ös Eurovíziós Dalfesztiválon.
2015. március 31-én Conchita Wurst is fellépett az Eurovíziós Dalfesztivál 60. évfordulójára rendezett Az Eurovíziós Dalfesztivál legnagyobb slágerei című gálaműsor felvételén, Londonban. 2016-ban fellépett a Sydney-i Operaházban és az Europride-on Amszterdamban. 2018. október 19-én megjelent a második albuma From Vienna with Love címmel.
2019-ben  kiderült, hogy megosztja a karaktereket, Conchita folytatná a nőiesebb stílust, és egy új mononim személyt hozna létre WURST néven,amely lehetővé tenné egy férfiasabb stílust. Neuwirth bejelentette, hogy új zenét fog kiadni WURSTként.Később jelent meg a harmadik stúdióalbuma Truth Over Magnitude néven.

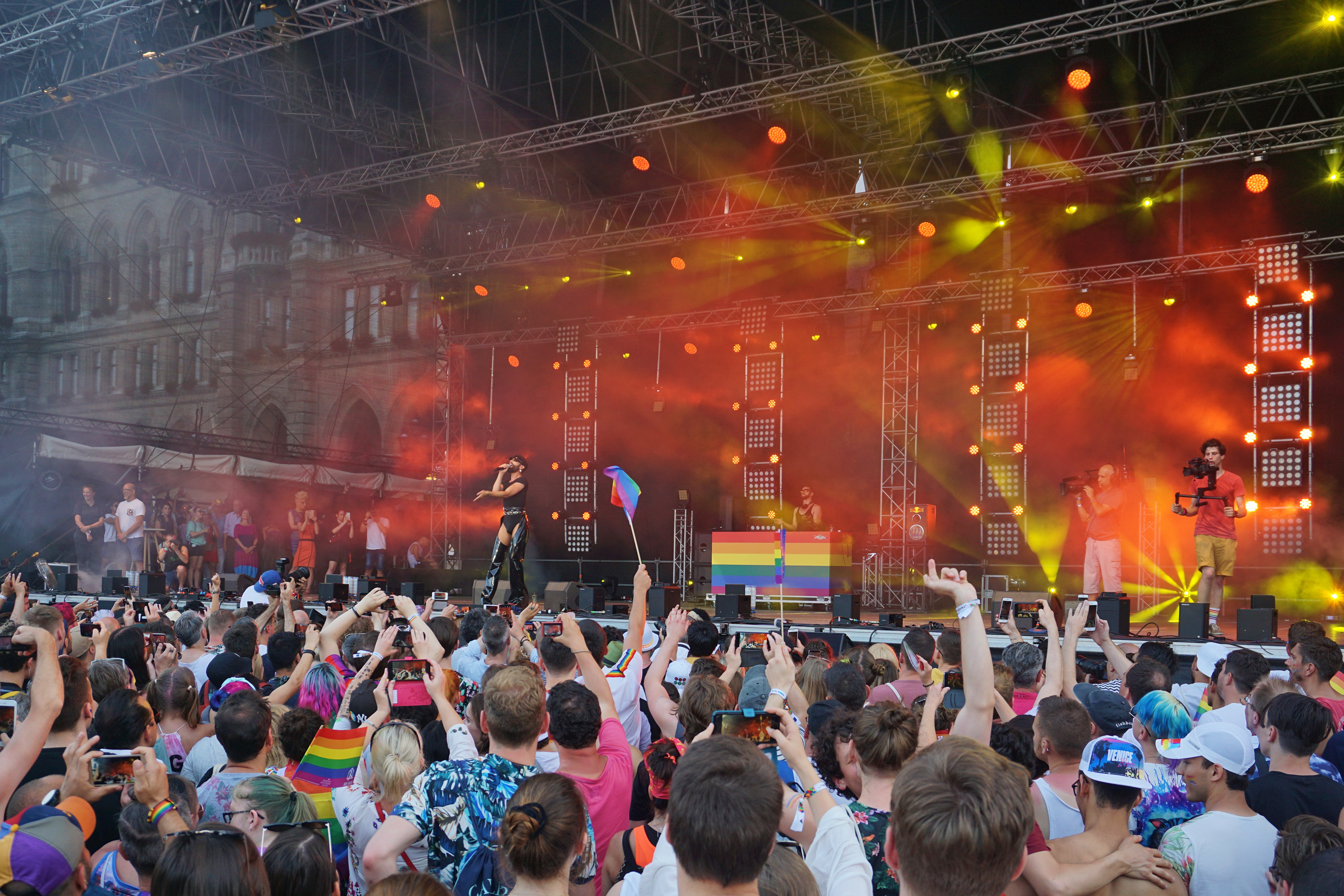
Conchita a 2019-es Europride-on Bécsben.

## Politikai tevékenysége
2014-ben az Eurovíziós Dalfesztivál győzteseként koncertet adott Brüsszelben, majd az Európai Parlamentbe látogatott és nyilatkozatában megosztotta az általa tapasztaltakat, a pozitív változásokat a tolerancia terén, de mint mondta, nincs illúziója, mert érik atrocitások a melegeket.

## Betegsége
2018-ban Wurst nyilvánosságra hozta, hogy HIV pozitív, melyet már néhány éve kezeltet. Az Instagramon keresztül tudatta rajongóival, hogy kénytelen volt ezt feltárni, mivel egy korábbi barát megfenyegette, hogy a világ elé tárja betegségét.

## Galéria

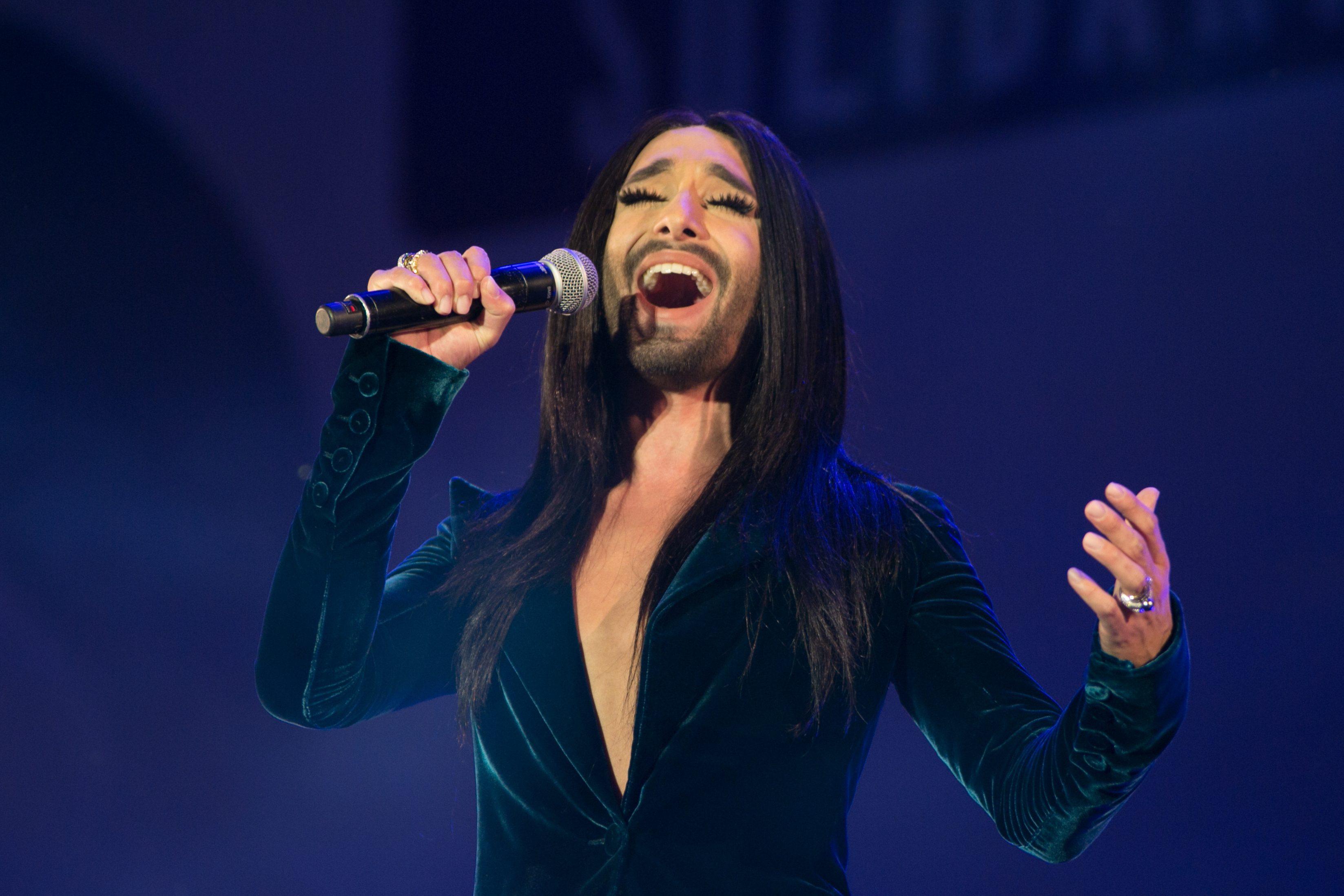
Conchita 2015-ben
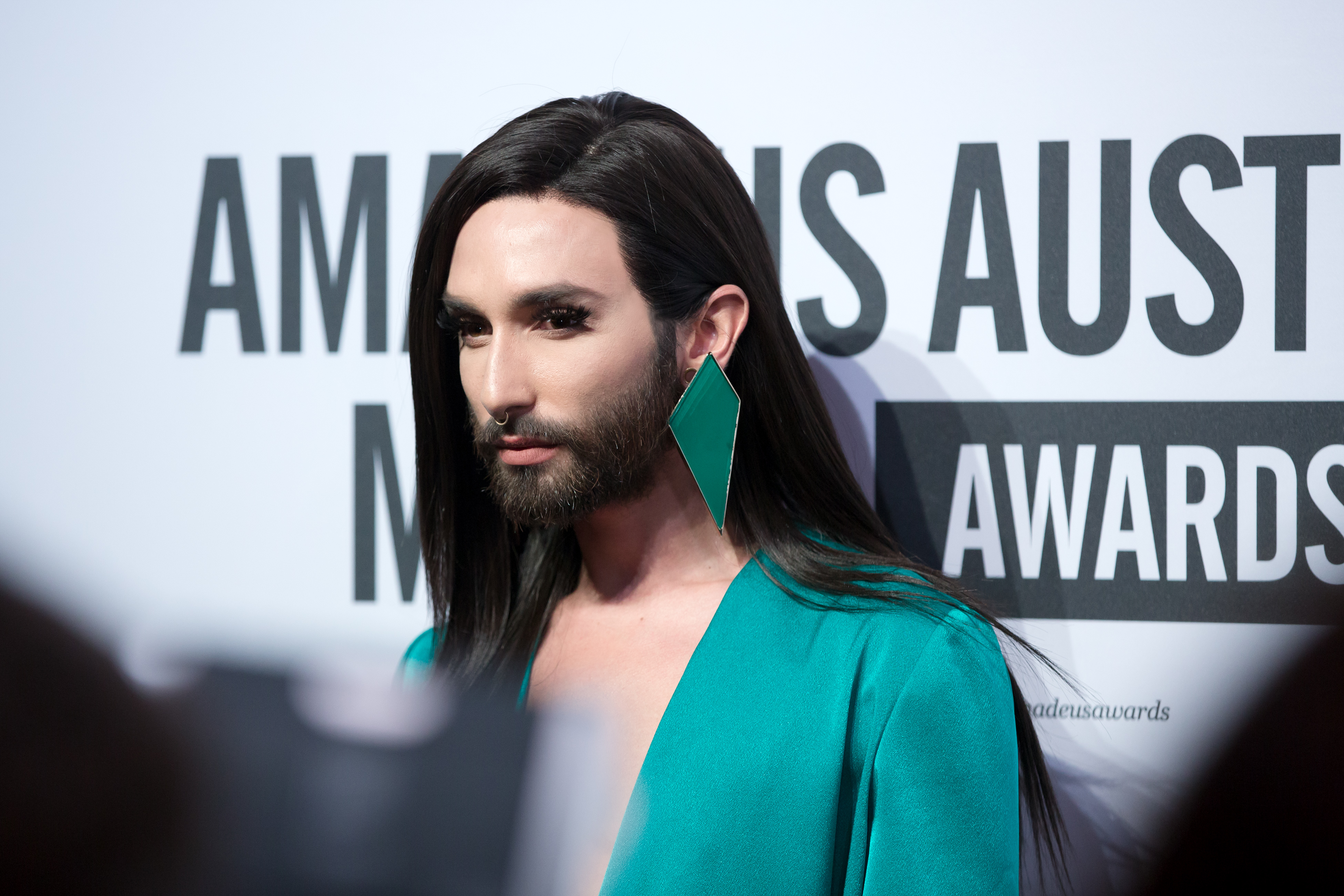
Conchita 2016-ban
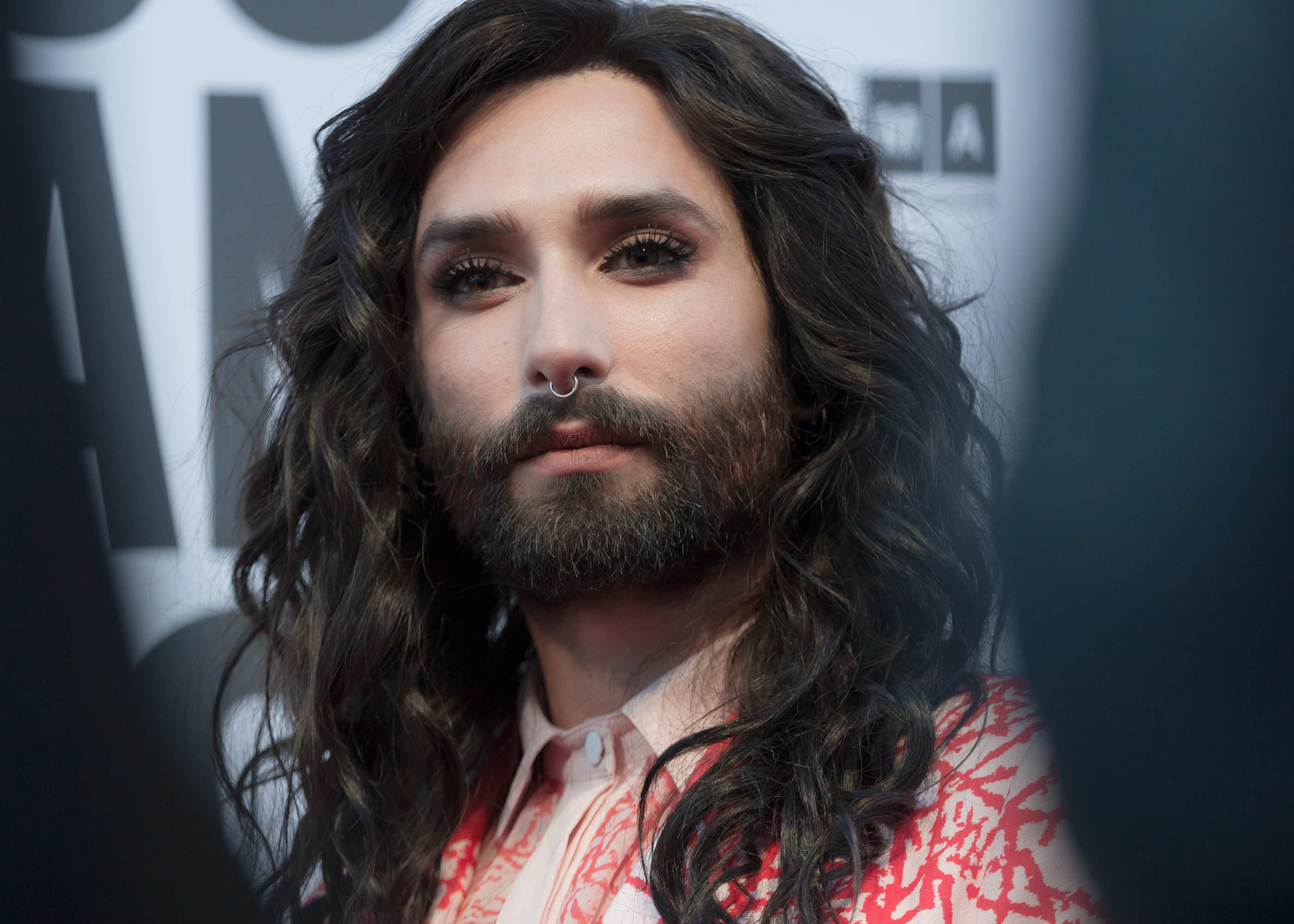
Conchita 2017-ben
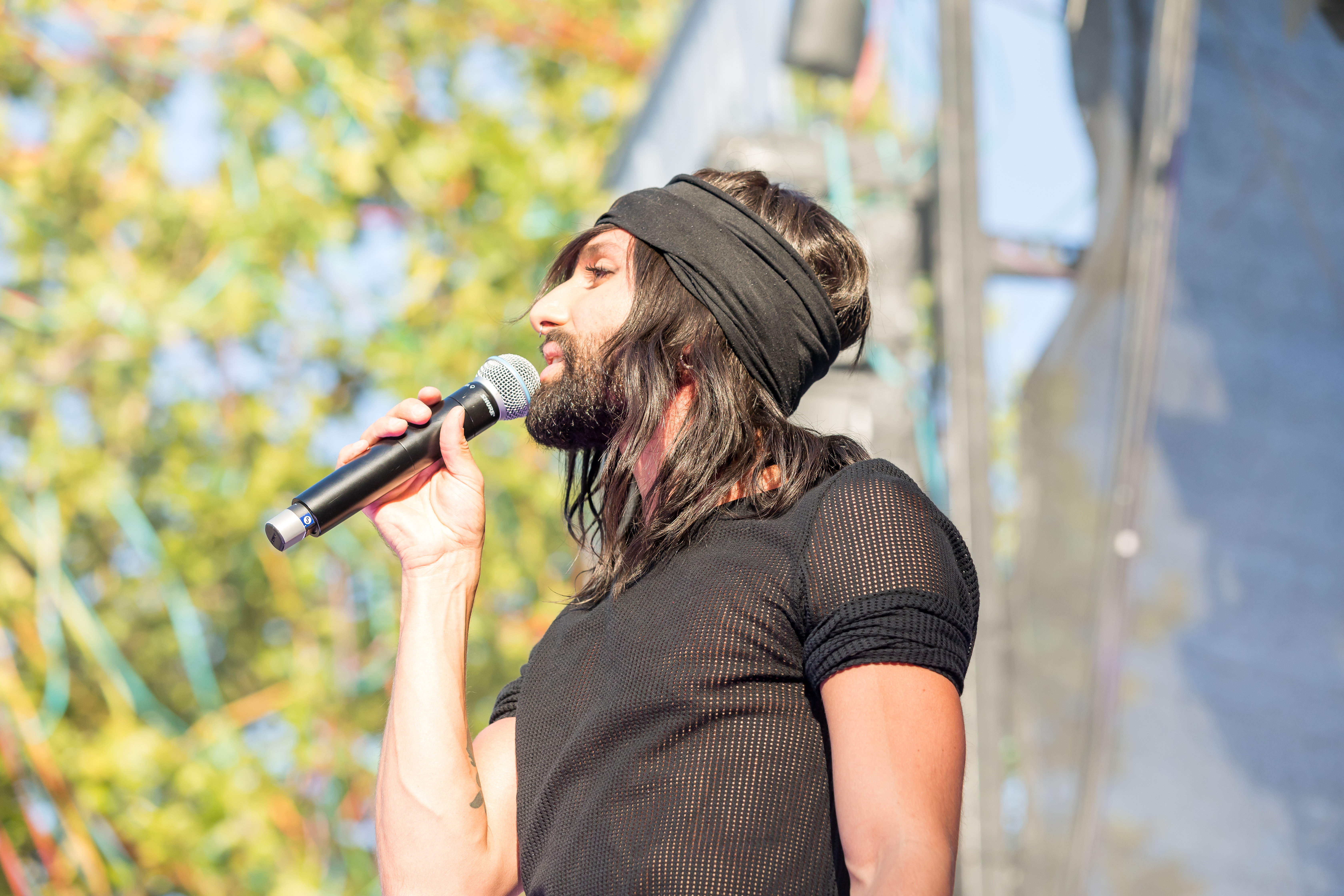
Conchita 2018-ban
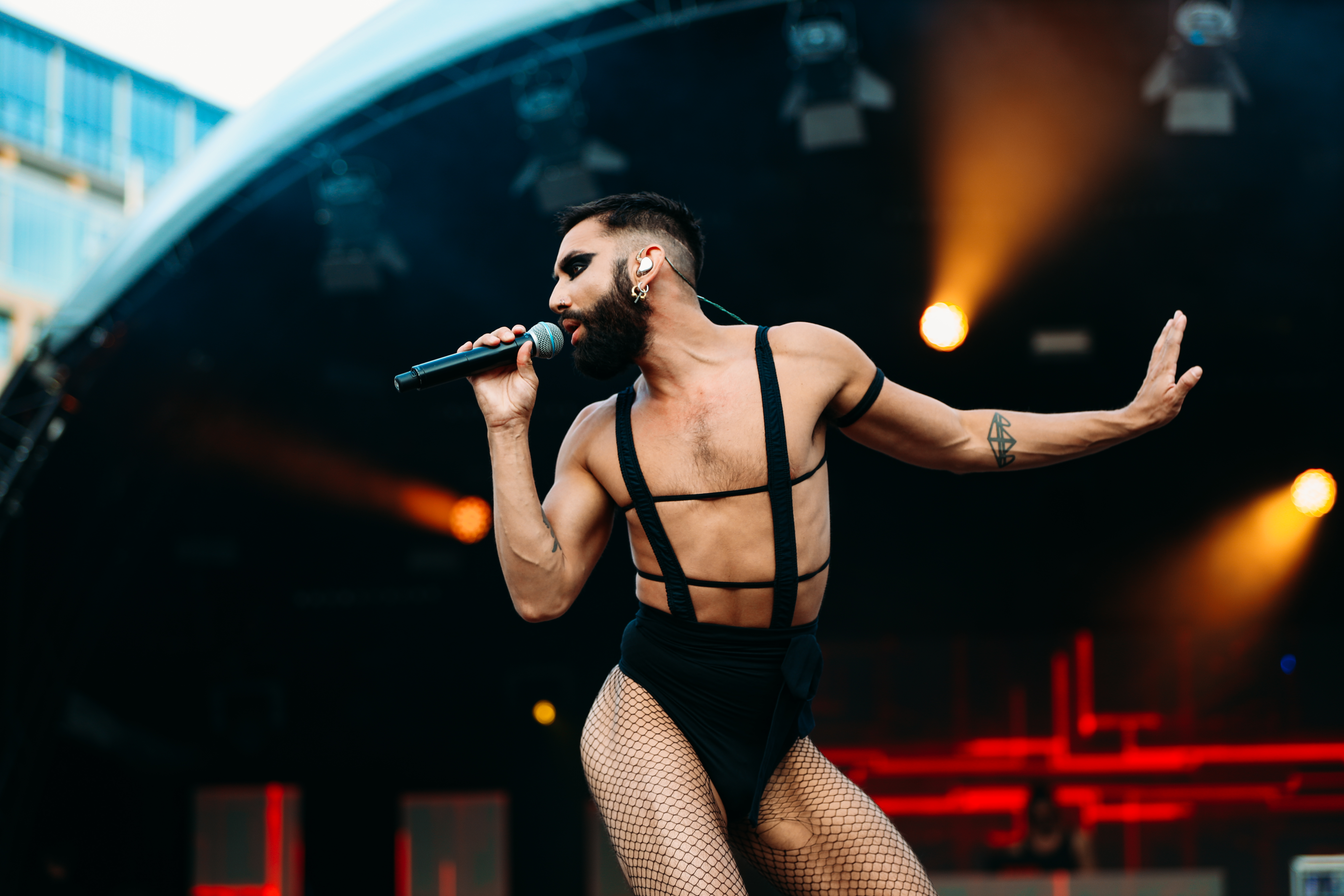
Conchita 2019-ben

## Diszkográfia

### Stúdióalbumok
| Cím                                                | Részletek                                                                                      | Slágerlistás helyezés | Slágerlistás helyezés | Slágerlistás helyezés | Slágerlistás helyezés | Slágerlistás helyezés | Slágerlistás helyezés | Slágerlistás helyezés | Slágerlistás helyezés | Slágerlistás helyezés |
| Cím                                                | Részletek                                                                                      | AUT                   | AUS                   | BEL (Fl)              | BEL (Wa)              | FIN                   | GER                   | ITA                   | NLD                   | SWI                   |
| -------------------------------------------------- | ---------------------------------------------------------------------------------------------- | --------------------- | --------------------- | --------------------- | --------------------- | --------------------- | --------------------- | --------------------- | --------------------- | --------------------- |
| Conchita                                           | - Megjelenés: 2015. május 15. - Kiadó: Sony Music Austria - Formátum: digitális letöltés, CD   | 1                     | 26                    | 17                    | 41                    | 28                    | 23                    | 30                    | 67                    | 6                     |
| From Vienna With Love (a Bécsi Filharmonikusokkal) | - Megjelenés: 2018. október 19. - Kiadó: Sony Music Austria - Formátum: digitális letöltés, CD | 1                     | —                     | —                     | —                     | —                     | 77                    | —                     | —                     | 84                    |
| Truth Over Magnitude                               | - Megjelenés: 2019. október 25. - Kiadó: Sony Music Austria - Formátum: digitális letöltés, CD | 3                     | —                     | —                     | —                     | —                     | —                     | —                     | —                     | —                     |

### Kislemezek
| Cím                                       | Év   | Slágerlistás helyezés | Slágerlistás helyezés | Slágerlistás helyezés | Slágerlistás helyezés | Slágerlistás helyezés | Slágerlistás helyezés | Slágerlistás helyezés | Slágerlistás helyezés | Slágerlistás helyezés | Slágerlistás helyezés | Slágerlistás helyezés | Album                  |
| Cím                                       | Év   | AUT                   | BEL (Fl)              | BEL (Wa)              | DEN                   | GER                   | HUN                   | IRE                   | NLD                   | SWE                   | SWI                   | UK                    | Album                  |
| ----------------------------------------- | ---- | --------------------- | --------------------- | --------------------- | --------------------- | --------------------- | --------------------- | --------------------- | --------------------- | --------------------- | --------------------- | --------------------- | ---------------------- |
| Unbreakable                               | 2011 | 32                    | —                     | —                     | —                     | —                     | —                     | —                     | —                     | —                     | —                     | —                     | Nem jelent meg albumon |
| That’s What I Am                          | 2012 | 12                    | —                     | —                     | —                     | —                     | —                     | —                     | —                     | —                     | —                     | —                     | Nem jelent meg albumon |
| Rise Like a Phoenix                       | 2014 | 1                     | 8                     | 19                    | 6                     | 5                     | 9                     | 10                    | 3                     | 27                    | 2                     | 17                    | Conchita               |
| Heroes                                    | 2014 | 4                     | 80                    | 47                    | —                     | 113                   | —                     | —                     | —                     | —                     | —                     | —                     | Conchita               |
| My Lights (Alex Wolph közreműködésével)   | 2014 | —                     | —                     | —                     | —                     | —                     | —                     | —                     | —                     | —                     | —                     | —                     | Nem jelent meg albumon |
| You Are Unstoppable                       | 2015 | 13                    | 79                    | 129                   | —                     | 67                    | —                     | —                     | —                     | —                     | —                     | —                     | Conchita               |
| Firestorm / Colours of Your Love          | 2015 | 45                    | —                     | —                     | —                     | —                     | —                     | —                     | —                     | —                     | —                     | —                     | Conchita               |
| Heast As Net (Ina Regen közreműködésével) | 2017 | 36                    | —                     | —                     | —                     | —                     | —                     | —                     | —                     | —                     | —                     | —                     | Nem jelent meg albumon |
| The Sound of Music                        | 2018 | —                     | —                     | —                     | —                     | —                     | —                     | —                     | —                     | —                     | —                     | —                     | From Vienna With Love  |
| Für mich soll's rote Rosen regnen         | 2018 | —                     | —                     | —                     | —                     | —                     | —                     | —                     | —                     | —                     | —                     | —                     | From Vienna With Love  |
| Trash All the Glam                        | 2019 | —                     | —                     | —                     | —                     | —                     | —                     | —                     | —                     | —                     | —                     | —                     | Truth Over Magnitude   |
| Hit Me                                    | 2019 | —                     | —                     | —                     | —                     | —                     | —                     | —                     | —                     | —                     | —                     | —                     | Truth Over Magnitude   |
| See Me Now                                | 2019 | —                     | —                     | —                     | —                     | —                     | —                     | —                     | —                     | —                     | —                     | —                     | Truth Over Magnitude   |

## Könyvek
- Being Conchita: We Are Unstoppable (2015) – angol, német és francia nyelven, ISBN 9781784186494